# Tarrocanus viridis
Tarrocanus viridis är en spindelart som beskrevs av Sarah Creecie Dyal 1935. Tarrocanus viridis ingår i släktet Tarrocanus och familjen krabbspindlar.
Artens utbredningsområde är Pakistan. Inga underarter finns listade i Catalogue of Life.